# Combat de Géants : Dinosaures 3D
Combat de Géants : Dinosaures 3D est un jeu vidéo d'action où s'opposent des dinosaures de plusieurs espèces, développé par Ubisoft Québec et édité par Ubisoft le 31 décembre 2011. Ce titre fait partie des jeux de lancement de la console portable de Nintendo, la Nintendo 3DS.

## Accueil
- Jeuxvideo.com : 3/20[1]